# Tiaricodon coeruleus
Tiaricodon coeruleus is een hydroïdpoliep uit de familie Halimedusidae. De poliep komt uit het geslacht Tiaricodon. Tiaricodon coeruleus werd in 1902 voor het eerst wetenschappelijk beschreven door Browne. 